# Долина смрти
Долина Смрти се налази југоисточно од планинског масива Сијера Невада у Великом басену. Граничи се на истоку с планинама Grapevine Mountains, Funeral Mountains и Amargosa Range, на западу с планинама Cottonwood Mountains и Panamint масив. Она је један од најбољих примера геолошке конфигурације Великог Базена.
Долина Смрти је најнижа тачка на западној хемисфери,-86 метара испод нивоа мора. Долина зрачи екстремне количине топлоте, тако да су температуре међу највишима на свету. Највиша забележена температура забележена у САД, и друга највиша на свету, била је 56,7 °C (134,1 °F) у Greenland Ranch-у у близини долине 10. јула 1913. године. Највиша просечна температура у јулу је 47 °C (117 °F), а температуре изнад 49 °C (120 °F) су врло честе. Атмосферске падавине су мање од (50 mm) кише годишње. Реке Amargosa и Furnace Creek теку кроз долину, али ишчезавају у песку.
Иако у Долини Смрти има врло мало киша, долина је подложна поплавама за време великих киша, јер тло не може да упије велике количине воде, тако да долази до опасних бујица. Таква бујица је у августу 2004. године однела два живота и затворила национални парк.
У касном Плеистоцену, долина је била дно преисторијског језера Менли. Долини су дали име емигранти 1849. године за време калифорнијске “златне грознице“ који су морали да прелазе долину на путу до златоносних поља. У време 1850-их, у долини је ископавано злато и сребро. У 1880-им годинама откривен је боракс који је вађен вагонетима које је вукло дванаест мула.

## Домородачко становништво
Долина Смрти је дом племена Тимбиша, који су насељавали долину бар у последњих 1.000 година. Неке породице још живе у долини у индијанском селу. Име долине, tümpisa, значи „камена боја“ јер се у долини вади црвена окер боја. Друго село у долини налазило се у Grapevine Кањону у близини садашњег насеља Scotty's Castle. Звало се Maahunu, чије значење није поуздано сигурно, иако hunu значи 'кањон'.

## Фотографије
- Долина смрти ноћу